# 티그리스.옥
티그리스.옥(Tigris.org)은 오픈 소스 소프트웨어 개발 커뮤니티이다. 소프트웨어 개발 관련 서비스를 호스팅하고 있다. 웹 호스팅, 메일링 리스트, 이슈 트랙킹, 서브버전 리비전 컨트롤 기능을 제공한다. 콜랩넷이 운영하며, 콜랩넷 엔터프라이즈 에디션을 사용하여 돌고 있다. 서브버전 프로젝트 자체도 티그리스.옥에서 호스팅되고 있다. 티그리스.옥은 더 유명한 사이트인 소스포지.넷과 경쟁 관계에 있다.

## 같이 보기
- 콜랩넷
- 지포지
- 서브버전